# Restaurant la Font
El Restaurant la Font és una obra de Girona inclosa a l'Inventari del Patrimoni Arquitectònic de Catalunya.

## Descripció
És un edifici de planta rectangular, de planta baixa i un pis, amb una torre d'un cos més d'alçada, situada al costat esquerre i terrassa de coberta. La façana segueix una composició simètrica en el pany central, de finestres de llinda recta i guardapols recte esglaonat. Els laterals estan formats per la torre, que clou amb ràfec i barana treballada, a més d'un seguit d'arcs de punt rodó a nivell de sota teulat, a l'esquerra i per un sobresortit al costat dret. A nivell de la planta baixa es forma un porxo en tot el llarg de la façana, d'arcs rebaixats, amb barana balustrada.